# Слободяник Ніна Петрівна
Ніна Петрівна Слободяник (нар. 17 червня 1947, тепер Черкаська область) — українська радянська діячка, токар Смілянського машинобудівного заводу Черкаської області. Депутат Верховної Ради СРСР 9-го скликання.

## Біографія
Народилася в родині Петра Гончаренка. Рано втратила матір, виховувалася в родині старшої сестри. У 1965 році закінчила середню школу в місті Сміла.
З 1965 року — токар механічного цеху № 2 Смілянського машинобудівного заводу міста Сміли Черкаської області.
Освіта середня спеціальна. Заочно закінчила технікум.
Член КПРС з 1970 року.
Потім — на пенсії в місті Сміла Черкаської області.

## Нагороди
- орден «Знак Пошани»
- медаль «За доблесну працю. В ознаменування 100-річчя з дня народження Володимира Ілліча Леніна» (1970)